# 250 nanómetros
El valor de 250 nanómetros se refiere a una tecnología de proceso de semiconductores que estuvo comercialmente disponible entre los años 1997 y 1999.
Asimismo, la tecnología de proceso de 250 nanómetros reflejó una tendencia histórica, la cual estipula que la densidad (en términos prácticos, el número de transistores) de los microprocesadores, o en general de los circuitos integrados crece a un ritmo aproximado de un 70% cada 2 o 3 años (básicamente manteniendo el mismo tamaño del núcleo del mismo).

## Algunos productos que la usaron
- El DEC Alpha 21264A (de 64 bits), el cual fue lanzado al mercado en 1999.

- El AMD K6-2 Chomper y Chomper Extended, los cuales se diferenciaban del K6 original por el hecho de incorporar un juego o repertorio adicional de instrucciones para el procesamiento de números enteros denominado 3DNow! (el cual era similar a la tecnología MMX de Intel). El Chomper debutó el 28 de mayo de 1998.

- El AMD K6-III "Sharptooth", lanzado al mercado el 22 de febrero de 1999 en velocidades de 400 y 450 MHz (para intentar hacer frente al por entonces inminente lanzamiento del Pentium III). La tecnología de 250 nm le permitió incorporar una caché L2 de 256 kiB sobre el propio núcleo del microprocesador (on die) para incrementar su rendimiento (a diferencia del anterior Pentium II, el cual si buen tenía 512 kiB de caché L2, lo hacía en dos chips externos adicionales montados sobre el mismo encapsulado de la CPU pero externos a la misma).

- The Pentium II (de nombre código Deschutes), el cual debutó el 7 de mayo de 1997.

- El Pentium MMX para computadoras portátiles o laptops (P55C de nombre código Tillamook), cuyo lanzamiento fue en agosto de 1997.

- El Pentium III (Katmai), el cual fue lanzado el 26 de febrero de 1999 (antecediendo a los PIII Coppermine de 180 nm con 256 KiB de caché L2 on die, los cuales estuvieron disponibles a partir del 25 de octubre de ese mismo año).

- La CPU y GPU de la consola de videojuegos Sega Dreamcast, lanzada al mercado el 27 de noviembre de 1998 en el Japón y en el cuarto trimestre de 1999 en el resto del mundo.

- El acelerador de gráficos Emotion Engine de la primera generación de la PlayStation 2, que debutó en el mercado japonés el 4 de marzo de 2000.